# Neyland Stadium
Neyland Stadium – stadion sportowy w Knoxville w stanie Tennessee w Stanach Zjednoczonych. Służy głównie jako boisko drużyny futbolu amerykańskiego Tennessee Volunteers oraz jest wykorzystywany do organizacji imprez masowych, był również miejscem kilku pokazowych meczów zespołów NFL.  Zbudowany w 1921 roku stadion przeszedł 16 rozbudów, w pewnym momencie osiągając pojemność 104 079 widzów. Ostatecznie w wyniku ostatnich trzech przebudów oficjalna pojemność stadionu wynosi 102 455. Neyland Stadion jest trzecim pod względem wielkości (nie wyścigowym) stadionem w Stanach Zjednoczonych, szóstym co do wielkości stadionem na świecie oraz największym stadionem w południowo-wschodniej konferencji. Stadion nosi imię Roberta Neylanda – trenera drużyny futbolu amerykańskiego University of Tennessee.